# 루이스 로모
루이스 프란시스코 로모 바론(스페인어: Luis Francisco Romo Barrón, 1995년 6월 5일 ~ )는 멕시코의 축구 선수로 현재 리가 MX의 CF 몬테레이에서 활동하고 있다.